# Památky archeologické
Památky archeologické jsou odborné periodikum se zaměřením na archeologii.

## Historie
Časopis byl založen v roce 1854 jako Památky archaeologické a místopisné, název byl v průběhu let několikrát měněn:
- 1854–1860 – Památky archaeologické a místopisné
- 1861–1863 – Památky
- 1864–1879 – Památky archaeologické a místopisné
- 1871–1873 – Památky
- 1874–1912 – Památky archaeologické a místopisné
- 1913–1946 – Památky archaeologické
- 1947–1948 – Památky
- od 1953 – Památky archeologické

V letech 1931–1946 periodikum rozděleno na dvě řady: skupinu pravěkou a historickou (v ročnících 1947–1948 jen Pravěk a Historie).
V průběhu let se měnili i vydavatelé:
- 1854–1870 – Archeologický sbor Národního musea
- 1871–1892 – Archeologický sbor Národního musea a Historický spolek
- 1893–1944 – Archeologická komise České akademie věd a umění a Archeologický sbor Národního musea
- 1953–1968 – Nakladatelství Československé akademie věd
- 1968–1992 – nakladatelství Academia
- od 1992 – Archeologický ústav Akademie věd Praha

### Redaktoři
- Karel Vladislav Zap (1854–1866)
- František Jan Zoubek (1864–1873)
- Josef Kalousek (1874–1877)
- Josef Smolík (1878–1884)
- Jan Bohuslav Miltner (1885–1886)
- Josef Ladislav Píč (1887–1911)
- Antonín Podlaha (1913–1930)
- Albín Stocký (1931–1932)
- Albín Stocký – Jan Filip (1933–1935)
- Jan Filip – Jan Schránil (1936–1938)
- Jan Filip (1939–1946)
- Jan Eisner (1947–1948)
- Jaroslav Böhm (1953–1962)
- Jan Filip (1963–1974)
- Josef Poulík (1975–1990)
- Jiří Zeman (1991–1992)
- Jan Fridrich (1993–2001)
- Michal Ernée (2002– 2019)
- Pavel Burgert (od 2020)

#### Ve skupině historické v letech 1931–1948
- A. Matějček – Z. Wirth (1931–1933)
- J. Květ – A. Matějček (1934–1946)
- O. J. Blažíček – J. Pešina (1947–1948)

#### Významní výkonní redaktoři v letech redakce J. Böhma, J. Filipa a J. Poulíka
- Bedřich Svoboda (1953–1969)
- Jiří Zeman (1970–1972)
- Karla Motyková (1973–1990)

## Současnost
Časopis byl založen již v počátcích rozvoje archeologie, jeho podoba se měnila a vyvíjela s vývojem archeologické disciplíny od časopisu charakteru více méně vlastivědného do podoby vysoce odborného periodika, které stojí na špici české archeologické publikační produkce a patří k nejdůležitějším středoevropským archeologickým časopisům. Zveřejňuje především rozsáhlejší původní vědecké práce nadregionálního významu z oboru archeologie a příbuzných vědních oborů a kritické i informativní recenze publikací s obdobným tematickým zaměřením.
Od roku 1946 jsou Památky archeologické recenzovaným časopisem, tzn. každý příspěvek předaný redakci prochází recenzním řízením.
Časopis je zařazen do databáze Arts and Humanities Citation Index® (Web of Science®). Dále je uváděn v mezinárodních citačních indexech Anthropological Literature, Anthropological Index Online, ERIH a Ulrich’s Periodicals Directory.
Redakce vydává i neperiodickou řadu Supplementa. V letech 1995–2005 byl v rámci této řady vydáván mezinárodní sborník Ruralia I–V.
Ke 150. výročí vzniku Památek archeologických (2004) připravil vydavatel (Archeologický ústav AV ČR) kompletní elektronickou verzi všech ročníků časopisu z let 1854 až 2004: více než 50 000 stránek A4 včetně obrázků zpřístupněných ve formátu PDF a propojených s revidovanou interaktivní bibliografií článků a recenzí (cca 5000 titulů článků a více než 4000 titulů recenzí) na pěti DVD.

### Digitalizované časopisy
Jednotlivá vydání (zpravidla čtvrtletní) byla řazena do dílů, přičemž každý díl zahrnuje jeden až tři ročníky.
- Díl I., ročník 1855 (archive.org) popř. jiná kopie (Kramerius NDK)
- Díl II., ročník 1857 (Google Books) popř. jiná kopie (Kramerius NDK)
- Díl III., ročník 1858 (archive.org) popř. jiná kopie (Kramerius NDK)
- Díl IV., ročník 1859 (archive.org) popř. na Google Books nebo Kramerius NDK
- Díl V., ročníky 1862-63 (archive.org) popř. jiná kopie (též archive.org)
- Díl VI., ročník 1865 (Google Books) popř. jiná kopie (Kramerius NDK)
- Díl VII., ročník 1868 (Kramerius NDK)
- Díl VIII., ročník 1868-69 (archive.org) popř. jiná kopie (též archive.org) nebo Kramerius NDK
- Díl IX., ročník 1871-1873 (Kramerius NDK)
- Díl X., ročníky 1874-77 (archive.org) popř. jiná kopie (Kramerius NDK)
- Díl XI., ročník 1878-1881 (Kramerius NDK)
- Díl XII., ročník 1882-1884 (Kramerius NDK)
- Díl XIII. ročníky 1885-86 (archive.org) popř. jiná kopie (Kramerius NDK)
- Díl XIV., ročníky 1887-89 (archive.org) popř. jiná kopie (Kramerius NDK)
- Díl XV., ročník 1890-1892 (Kramerius NDK)
- Díl XVI., ročník 1893-1895 (Kramerius NDK)
- Díl XVII., ročník 1896-1897 (Kramerius NDK)
- Díl XVIII., ročníky 1898-99 (archive.org) popř. jiná kopie (Kramerius NDK)
- Díl XIX., ročník 1900-1901 (Kramerius NDK)
- Díl XX., ročníky 1902-3 (archive.org) popř. jiná kopie (Kramerius NDK)
- Díl XXI., ročníky 1904-5 (archive.org) popř. jiná kopie (Kramerius NDK)
- Díl XXII., ročníky 1906-8 (archive.org) popř. jiná kopie (Kramerius NDK)
- Díl XXIII., ročník 1908-1909 (Kramerius NDK)